# Raymond Robert Forster
Raymond Robert Forster (Hastings, 19 giugno 1922 – Dunedin, 1º luglio 2000) è stato un aracnologo ed entomologo neozelandese.

## Biografia
Fin da giovane appassionato della natura, durante gli studi alla Victoria University of Wellington pubblicò i suoi primi studi sui ragni ancora diciottenne.
Ha percorso in lungo e in largo la Nuova Zelanda per arricchire le collezioni di aracnidi e insetti del Museo Nazionale di Wellington, di cui è stato entomologo dal 1940 al 1947.
Ha pubblicato oltre 100 studi soprattutto sui ragni, fra i quali spicca un'opera in 6 volumi sui ragni della Nuova Zelanda in collaborazione con altri autori
Ha raccolto e descritto centinaia di specie di ragni endemici della Nuova Zelanda; nel 1961 è stato eletto Fellow della Royal Society neozelandese ricevendone i più alti riconoscimenti per i suoi studi in campo zoologico.
Nella descrizione delle specie il suo nome è abbreviato in Forster e si ritiene abbia descritto, anche come coautore, ben 5 famiglie, 111 generi e 670 specie.

## Denominati in suo onore
- Adoxotoma forsteri Zabka, 2004, ragno (Salticidae)
- Anoteropsis forsteri Vink, 2002, ragno (Lycosidae)
- Austrochilus forsteri Grismado, Lopardo & Platnick, 2003, ragno (Austrochilidae)
- Cassafroneta forsteri Blest, 1979, ragno (Linyphiidae)
- Hogna forsteri Caporiacco, 1955, ragno (Lycosidae)
- Laetesia forsteri Wunderlich, 1976, ragno (Linyphiidae)
- Mangua forsteri (Brignoli, 1983), ragno (Synotaxidae)
- Ozarchaea forsteri Rix, 2006, ragno (Pararchaeidae)
- Trittame forsteri Raven, 1990, ragno (Barychelidae)

## Lista delle pubblicazioni
- The spiders of New Zealand, 1967-1988 (opera principale in sei volumi)